# Aleš Brichta
Ing. Aleš Brichta (Prága, Csehország, 1959. augusztus 9.–) cseh rockénekes. Kezdetben az Arakain együttesekben énekelt. Aleš Brichta Vaszilij Vasziljevics Verescsagin orosz csataképfestő távoli rokona.

## Musical
- 1994: Jesus Christ Superstar

## Diszkográfia

### Szólókarrierje
- Růže pro Algernon (1994)
- Ráno ve dveřích Armády spásy (1996)
- Hledač pokladů (1998)
- Dívka s perlami ve vlasech – Best Of (2000)
- American Bull (2001)
- Aleš Brichta 12x nej (2001) (videó)
- American Bull – New Edition (2002)
- Anděl posledního soudu (2003)
- Legendy 2 (2004)

### Arakain
- Rockmapa 1 (1989)
- Rockmapa 13 (1989)
- Thrash The Trash (1990)
- Schizofrenie (1991)
- History Live (1992)
- Black Jack (1992)
- Salto Mortale (1993)
- Thrash! (1994)
- Legendy (1995)
- S.O.S. (1996)
- 15 Vol. 1 (1997)
- 15 Vol. 2 (1997)
- 15 (1997)
- Apage Satanas (1998)
- Thrash The Trash & Schizofrenie (1998)
- 15 Vol. 1&2 (1998)
- Farao (1999)
- Gambrinus Live (2000)
- Gambrinus Live (2000) (videó)
- Forrest Gump (2001)
- Archeology (2002)
- 20 let natvrdo (2003) (könyv)
- 20 let natvrdo (2003) (videó)
- Balady (2003)
- XXV Eden (2007)

### Grizzly
- !New Spirit! (2003)

### Aleš Brichta Band
- Divadlo snů (2006)
- Nech si to projít hlavou (2007)
- Best Of: Beatová síň slávy (2008)
- Deratizer (2009)
- 50 – TESLA ARENA true live (2009)
- Grizzly (2010)

### Aleš Brichta Project
- Údolí sviní (2013)

### Aleš Brichta Trio
- Papírovej drak (2014)

### Projektek
- Zemětřesení (1993)
- Hattrick (2000)
- Zemětřesení – Live (2001)
- Hattrick I+II (2004)

### Válogatások
- Dej mi víc… Olympic (1992)
- Souhvězdí Gott (1999)
- Karel Gott 70 [TV koncert] (2009)